# Danny Hassel
Danny Hassel (Red Bluff, California, Estados Unidos; 7 de diciembre de 1967) es un actor de cine y televisión y militar estadounidense conocido principalmente por sus papeles en las películas A Nightmare on Elm Street 4: The Dream Master y A Nightmare on Elm Street 5: The Dream Child.

## Carrera
Es conocido por interpretar al novio de Alice Johnson (encarnado por la actriz Lisa Wilcox) en dos películas de la saga A Nightmare on Elm Street. En esas películas se convirtió en una víctima más del despiadado Freddy Krueger interpretado por Robert Englund.
En televisión actuó en series y películas televisadas tales como The New Gidget , Murder, She Wrote con  Angela Lansbury, Simon & Simon, Colombo , The China Lake Murders y The Outsiders .
Retirado de la actuación, se unió a las fuerzas armadas después de los atentados del World Trade Center el 11 de septiembre de 2001. Después de completar el entrenamiento básico, la escuela aerotransportada y el RIP, fue asignado al 75.º Regimiento de Rangers y sirvió en el 2.º Batallón de Rangers en Fort Lewis, Washington. Cuando su pelotón se enteró de su pasado como actor, se ganó el apodo de "Hollywood Hassel". Danny se desplegó en numerosas ocasiones en Afganistán e Irak en apoyo de la Operación Libertad Duradera y la Operación Libertad Iraquí.

## Vida privada
Está casado con Tamu Hassel desde el 21 de febrero de 1999. Tienen un hijo, con quienes viven en Los Ángeles.

## Filmografía
| Año  | Película                                      | Personaje  | Observaciones |
| ---- | --------------------------------------------- | ---------- | ------------- |
| 1988 | A Nightmare on Elm Street 4: The Dream Master | Dan Jordan |               |
| 1989 | A Nightmare on Elm Street 5: The Dream Child  | Dan Jordan |               |
| 2010 | Never Sleep Again: The Elm Street Legacy      | El mismo   | Documental    |
| 2014 | Baggerführer Bob                              |            |               |
| 2021 | Seasons                                       | Mark Frost |               |
| 2022 | Reunion from Hell 2                           | Clay       |               |

## Televisión
| Año  | Televisión                                        | Personaje                         | Observaciones |
| ---- | ------------------------------------------------- | --------------------------------- | ------------- |
| 1987 | The New Gidget                                    | Jason Patterson                   |               |
| 1987 | Houston Knights                                   |                                   |               |
| 1988 | Murder, She Wrote                                 | Teniente Gaynes                   |               |
| 1988 | Simon & Simon                                     | Woody Grant                       |               |
| 1989 | Guts and Glory: The Rise and Fall of Oliver North | Rookie                            |               |
| 1989 | Colombo                                           | Guardavidas                       |               |
| 1990 | The China Lake Murders                            | Oficial de patrulla de carreteras |               |
| 1990 | The Outsiders                                     | Rick                              |               |